# بكسل (هاتف)
بكسل (بالإنجليزية: Pixel)‏ وبكسل XL (بالإنجليزية: Pixel XL)‏ هي هواتف ذكية من تصميم وإنتاج وتحمل علامة شركة جوجل التجارية وتصنعها شركة إتش تي سي. أعلن عنها خلال مؤتمر صحفي في 4 أكتوبر 2016. أطلقت جوجل في هاتف بكسل وبكسل XL أول جهازين النسخة الجديدة من النظام التشغيلي أندوريد نوجا 7.1.

## الأسعار
الأسعار المعلن عنها كانت كما يلي:
- هاتف بكسل بذاكرة داخلية 32 غيغابايت يأتي بسعر 649 دولار أمريكي
- هاتف بكسل بذاكرة داخلية 128 غيغابايت يأتي بسعر 749 دولار أمريكي
- هاتف بكسل XL بذاكرة داخلية 32 غيغابايت بسعر 769 دولار أمريكي
- هاتف بكسل XL بذاكرة داخلية 128 غيغابايت بسعر 869 دولار أمريكي.